# كأس روسيا البيضاء 2002–03
كأس روسيا البيضاء 2002–03 (بالروسية: Кубок Белоруссии по футболу 2002/2003)‏ هو موسم من كأس روسيا البيضاء. أشرف على تنظيمه اتحاد روسيا البيضاء لكرة القدم، وكان عدد الأندية المشاركة فيه 22، وفاز فيه دينامو مينسك.